# Luís Pedro Martinez Moitinho de Almeida
Luís Pedro Senna Martinez Moitinho de Almeida (1912 - 2005) foi um Advogado português. 

## Biografia
Luís Pedro Moitinho de Almeida foi Presidente da Liga dos Direitos do Homem, Em 1949 foi Presidente dos Rotários e esteve ligado ao Grande Oriente Lusitano, tendo saído para a Grande Loja de Portugal. Ingressa posteriormente na Grande Loja Regular de Portugal.
Amigo e colega de Fernando Pessoa, que chegou a trabalhar como correspondente de línguas estrangeiras na empresa do seu pai abaixo se transcreve algumas passagens da sua relação com o poeta. 
| “ | Era comum Fernando Pessoa, enquanto se encontrava a trabalhar, muito provavelmente a escrever à máquina, levantar-se, pegar no chapéu, ajeitar os óculos e ir até ao “Abel”. Esta simples acção de Pessoa, que se tornou um hábito, intrigou um colega de trabalho do poeta, Luiz Pedro Moitinho de Almeida (segundo Fernando Pessoa - Empregado de Escritório, do João Rui de Sousa). Esse mesmo colega apercebeu-se, algum tempo depois, que as idas ao “Abel” eram, nada mais, nada menos, que uma ida ao depósito mais próximo da casa Abel Pereira da Fonseca para tomar um cálice de aguardente. Certo dia, foram tantas as idas ao “Abel”, que Luiz de Almeida, aquando do retorno de Fernando Pessoa ao escritório, disse-lhe: “Você aguenta como uma esponja!”. Ao qual o poeta respondeu, com o seu sentido de humor: “Como uma esponja? Como uma loja de esponjas, com armazém anexo”. | ” |

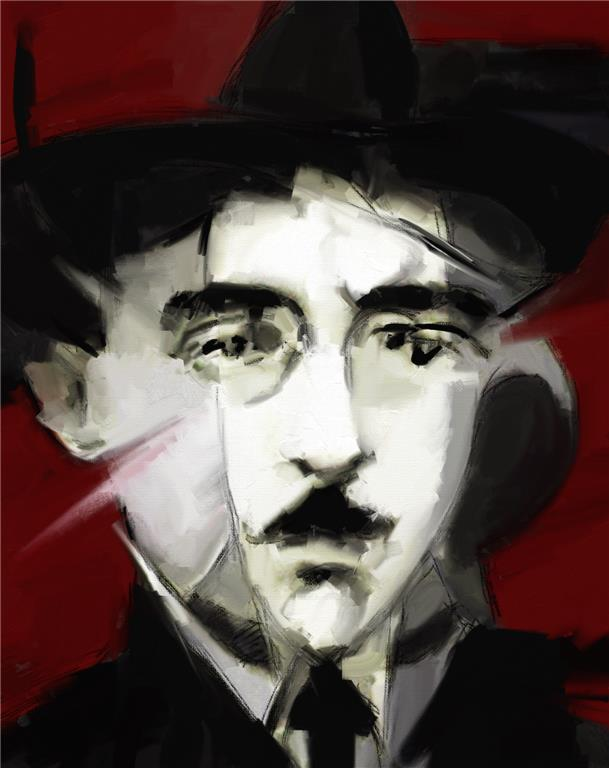
Fernando Pessoa

| “ | Carta a Luís Pedro Moitinho de Almeida Meu caro Luís: Deixo-lhe (e já não é sem tempo) o seu manuscrito, que, aliás, é, como dizem os ingleses, um tiposcrito. Li tudo com a maior atenção, e o conselho que posso dar-lhe é extremamente fácil de expor: publicar todos os versos que estão em português, não publicar nenhum dos versos que estão em francês, Os poemas em português formam um pequeno volume interessante. Os poemas em francês não formam (a meu ver) coisa nenhuma. Nunca se deve escrever – entendendo-se por «escrever» o «escrever literariamente» – em uma língua que se não possua de dentro, isto é, com os pensamentos formados organicamente nela. Eu mesmo, como sabe, sei alguma coisa de francês, mas não escreveria um livro nessa língua, a não ser sob ameaça de fuzilamento sumário ou coisa parecida. Publiquei três poemas em francês – por sombra de brincadeira – em um número da Contemporânea, e um amigo meu, profundo conhecedor do francês, pediu-me para não repetir a proeza. Os meus poemas eram decentemente em francês, mas, apesar disso, simplesmente não existiam. Tirando o tirado, o seu livro ficará interessante. Mas isto não obsta a que haja melhor opinião – menos alcoólica, por exemplo... Muito seu, Fernando Pessoa 9-XI-1931. | ” |